# Syndrom jerozolimski

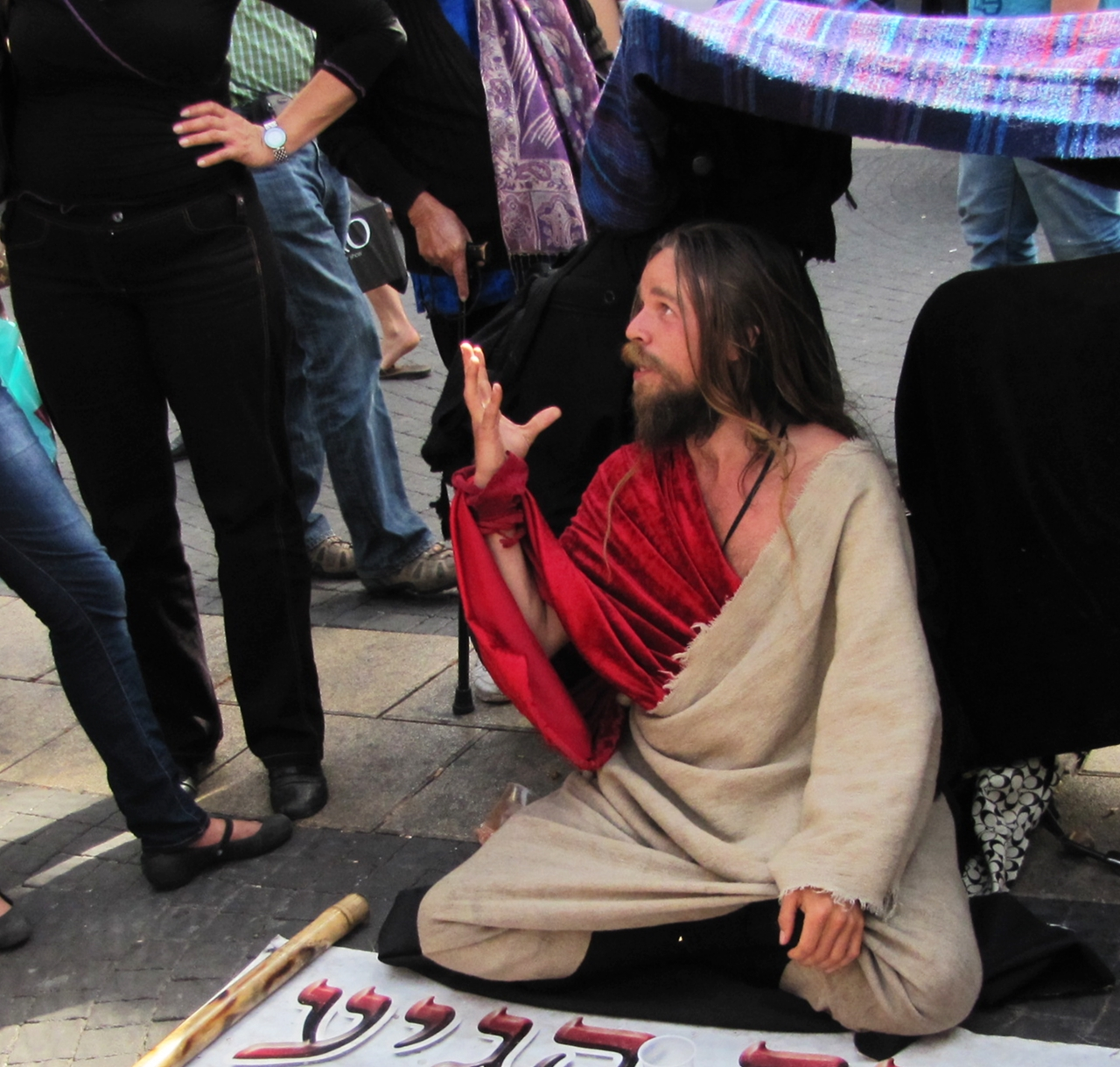
Człowiek podający się za mesjasza na ulicy w Tel Awiwie

Syndrom jerozolimski (też: obłęd jerozolimski) – zaburzenie urojeniowe występujące wśród pielgrzymów i turystów odwiedzających Ziemię Świętą, a w szczególności Jerozolimę.
Zaburzenie polega na tym, że osoby pod wpływem obecności w miejscach związanych z historią biblijną doznają psychicznego szoku, utożsamiając się z postaciami biblijnymi. Psychiatrzy przyczyn choroby upatrują w zderzeniu własnych wyobrażeń pielgrzymów oraz ich oczekiwań dotyczących wizyty w Ziemi Świętej z rzeczywistością. Rocznie syndrom ten dotyka około 200 osób, głównie mężczyzn w wieku 20–30 lat. Są to głównie mężczyźni wyznania chrześcijańskiego lub żydowskiego (kilka przypadków odnotowano wśród muzułmanów). Przedstawiciele innych religii i ateiści nie doświadczają tego zjawiska. Rzadko pojawia się wśród kobiet. Statystycznie częściej występuje u mężczyzn z USA, z wyższym wykształceniem o wyznaniu protestanckim. Najczęściej przypadłość ta dotyka osoby wychowane w konserwatywnych, ortodoksyjnych rodzinach, gdzie Biblia była podstawą wychowania. Dlatego część lekarzy uważa, że jedną z przyczyn syndromu jest fanatyzm religijny.
Schorzenie pierwszy opisał Heinz Hermann w latach trzydziestych XX wieku, ale ze źródeł historycznych można wywnioskować, że zjawisko występowało wśród pielgrzymów już w średniowieczu. Nazwę nadał w latach osiemdziesiątych XX wieku izraelski psychiatra dr Jair Bar-El. Podzielił on przypadki syndromu jerozolimskiego na trzy kategorie – osoby z zaburzeniami psychicznymi, które chcą zmienić świat; pielgrzymi, którzy oddali swe życie religii; turyści, na których działa niesamowita atmosfera Jerozolimy.
Chrześcijanie częściej utożsamiają się z postaciami z Nowego Testamentu (np. z Jezusem, Janem Chrzcicielem), natomiast żydzi – z postaciami ze Starego Testamentu (np. z Mojżeszem, Samsonem, królem Dawidem czy oczekiwanym mesjaszem). Syndrom jerozolimski powiązano z pokrewnym zaburzeniem psychicznym – kompleksem mesjasza.
Jednym z najgroźniejszych przejawów syndromu była próba spalenia meczetu Al-Aksa, aby „wygnać z Jerozolimy muzułmanów”. Dokonał jej w 1969 roku Australijczyk Michael Dennis Rohan. Efektem były wielodniowe krwawe zamieszki.
Syndrom jerozolimski z reguły ustępuje samoistnie po opuszczeniu Izraela.